# Fuoco di controbatteria
La controbatteria (o fuoco di controbatteria) consiste in una tattica militare finalizzata all'individuazione e alla distruzione delle batterie di artiglieria nemiche, attraverso la propria artiglieria oppure attraverso attacchi aerei.

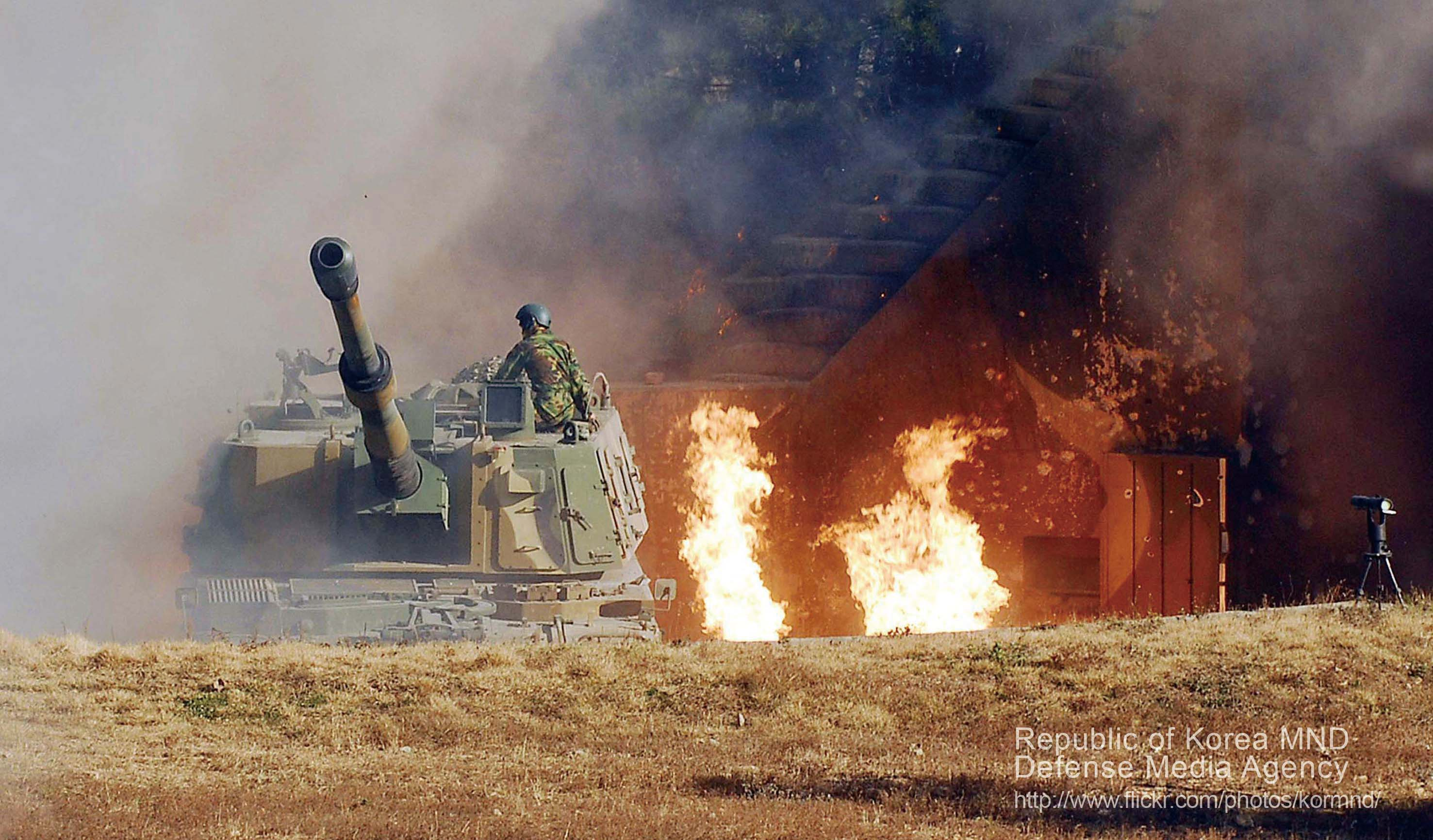
Obice K9 sudcoreano fa fuoco di controbatteria contro l'artiglieria nordcoreana durante il bombardamento di Yeonpyeong

## Fasi
Sono quattro le fasi in cui si sviluppa questa tipologia di missione:
- L'acquisizione del bersaglio, ovvero la ricerca e l'individuazione sul campo di battaglia dell'obbiettivo da colpire tramite mezzi di spionaggio o di osservazione (aerei, satelliti, spie, cattura di soldati nemici, palloni aerostatici ed altro);
- Lo studio del bersaglio, tramite azioni di intelligence. A tal fine, si cercheranno informazioni sulla posizione dell'artiglieria nemica, sull'ordine di battaglia e sulle sue attività più recenti;
- Il controllo del fuoco, ovvero considerare le implicazioni tattiche, strategiche e politiche della distruzione o della neutralizzazione del bersaglio. Inoltre si dovrà decidere se è preferibile distruggere il bersaglio oppure neutralizzarlo, cioè rendere l'obbiettivo incapace di operare attivamente per un certo lasso di tempo.
- L'attacco, che comprende anche la scelta del tipo dei pezzi, del numero e dei proiettili. Queste scelte saranno anche dettate dal fine della missione (distruzione o neutralizzazione). Quest'ultima fase è la conclusione di questa tipologia di missione.